# Dasymaschalon longiusculum
Dasymaschalon longiusculum là loài thực vật có hoa thuộc họ Na. Loài này được Nguyễn Tiến Bân mô tả khoa học đầu tiên năm 2000 dưới danh pháp Dasymaschalon rostratum var. longiusculum. Năm 2012 Richard M. K. Saunders và Jing Wang nâng cấp nó thành loài riêng biệt.
Mãu vật gốc thu được tại Pù Hoạt, Nghệ An và loài này có ở Việt Nam.